# 俄羅斯甲組足球聯賽
俄羅斯甲組足球聯賽（俄语：Первенство Футбольной Национальной Лиги），前身為俄羅斯甲組足球聯賽，簡稱俄甲，是俄羅斯足球聯賽系統的第二級別，次於頂級的俄羅斯足球超級聯賽。而它的下一级联赛是俄羅斯乙組足球聯賽。比赛采取主客场循环赛制度。
俄甲共有18支球隊參賽，前兩名可直接升班，尾三位降班。而第三名和第四名獲得升降班附加賽資格，分別兩回合對戰俄超尾三及尾四的球隊，勝方獲得翌屆俄超資格，敗方則續留俄甲作賽。因此每年俄甲最多可有4支隊伍升至超聯。